# 逆峠
逆峠（さかさとうげ）は、福井県と京都府を隔てる峠である。別名は永谷坂（ながたにざか）。

## 概要
標高313 mの福井県大飯郡おおい町と京都府綾部市を隔てる峠である。峠の名の由来は峠付近が平坦で、若干窪んでいるような地形から逆さと名付けられたという伝承が残っている。2009年現在は福井県道・京都府道1号がこの峠を通っており、現代においても活躍している。若丹山地を越える数ある峠の中でも堀越峠、五波峠と並んでかつての峠道のルートを現在に残している。

## 道路状況
車両での通行が可能な峠である。峠区間は1.4から1.8車線程度のセンターラインのないアスファルトの舗装路である。しかしブラインドカーブが多く、勾配も急な区間があり、事故の多い峠である。この峠のある福井県道・京都府道1号は福井県と京都府を繋ぐ国道27号と国道162号の間に位置し、両国道の迂回路や抜け道として利用が多く、道幅の割にトラックなどの大型車両や牽引車両が通行することもある。しかしこのような険道区間は福井県側のみであり、京都府側はカーブが少なく勾配も穏やかな為、峠のすぐ近くから建造物がある。

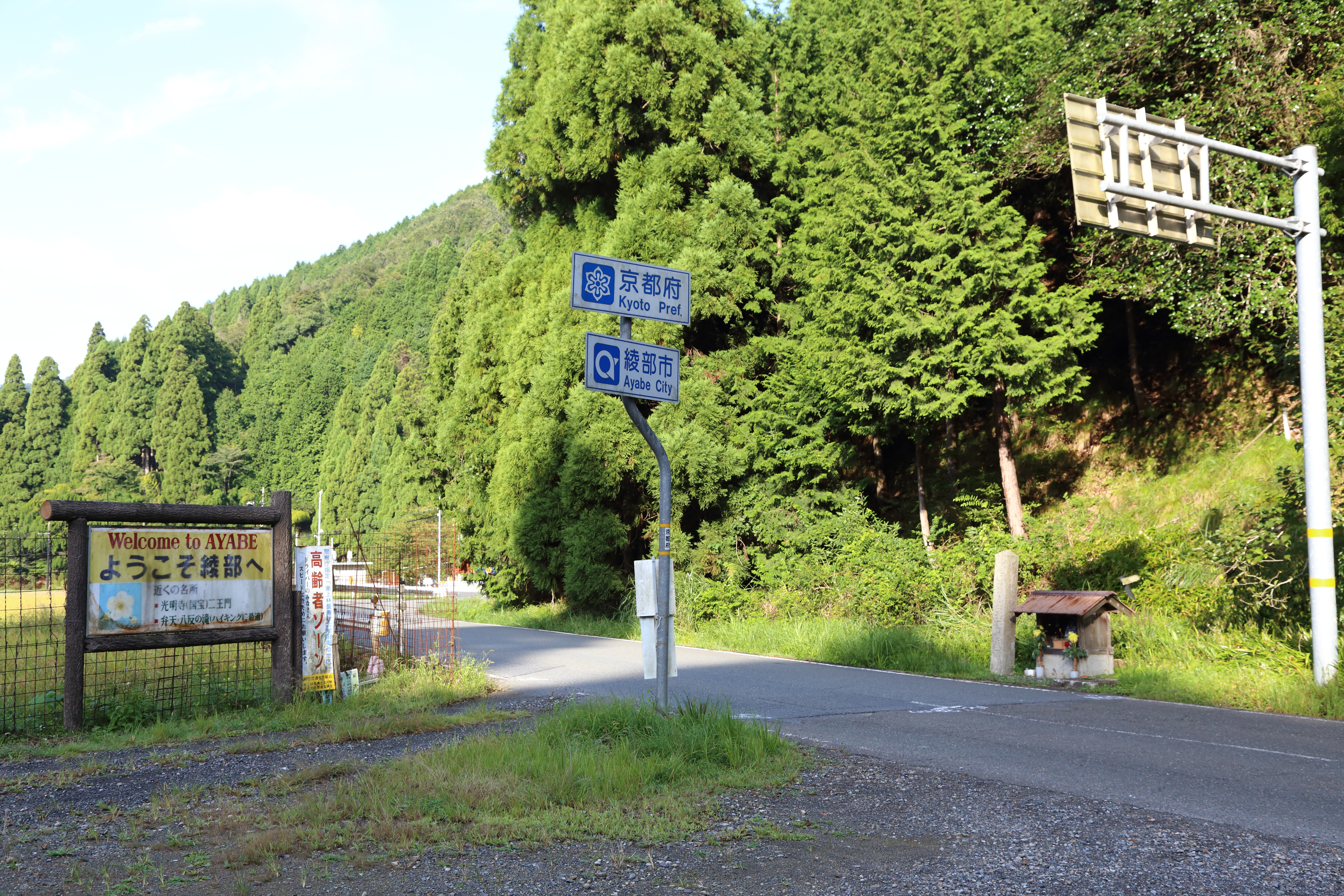
県境表示板 京都府綾部市
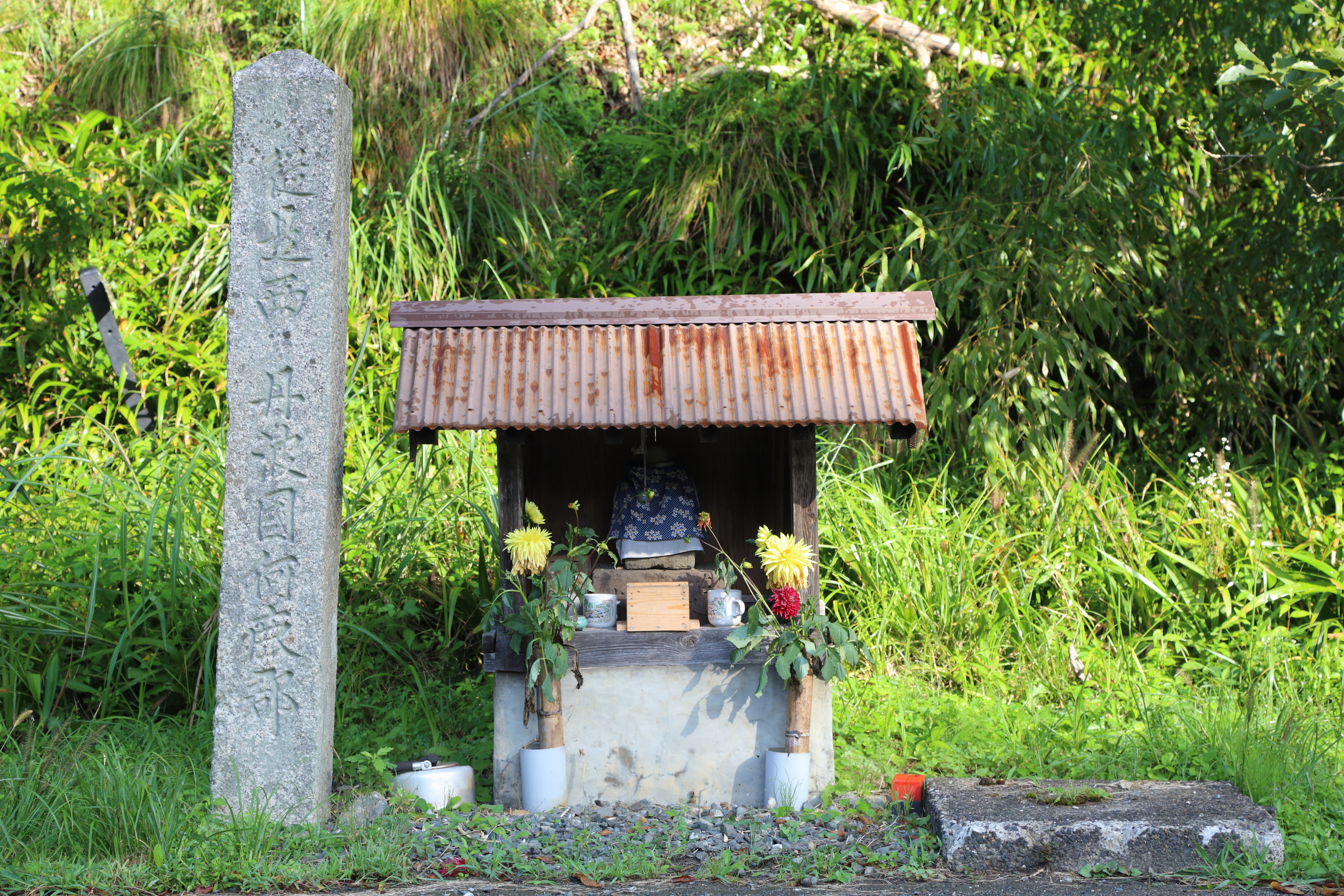
県境付近のお地蔵様 峠是より西 丹波国何鹿郡（いかるがぐん）

## 峠付近からの接続路線
- 福井県道16号坂本高浜線
- 京都府道487号老富舞鶴線
- 福井県道・京都府道771号名田庄綾部線